# سوگیری پاسخ‌دهی
سوگیری پاسخ‌دهی (انگلیسی: Response bias) نوعی سوگیری در پاسخ‌دهی است که به الگوهای مختلفی از پاسخ‌های نادرست، نادقیق یا تحریف‌شده از سوی شرکت‌کنندگان در پژوهش اشاره دارد. این نوع سوگیری به‌ویژه در پژوهش‌هایی که مبتنی بر گزارش فردی هستند ــ مانند مصاحبهٔ ساختارمند یا پرسش‌نامه‌های آماری ــ بسیار رایج است. سوگیری در پاسخ می‌تواند تأثیر چشمگیری بر اعتبار پرسش‌نامه‌ها و یافته‌های حاصل از آن‌ها داشته باشد.
علت بروز این نوع سوگیری را می‌توان در عوامل متعددی جستجو کرد که همگی به این نکته برمی‌گردند که انسان‌ها در برابر محرک‌ها صرفاً واکنش‌گر نیستند، بلکه با ترکیب اطلاعات مختلف، به شکلی فعالانه واکنش خود را در موقعیت‌های خاص شکل می‌دهند. از همین رو، تقریباً هر جنبه‌ای از طراحی یک پژوهش می‌تواند موجب سوگیری پاسخ شود؛ از جمله شیوهٔ نگارش سؤال‌ها، رفتار پژوهشگر، نحوهٔ اجرای مطالعه، یا تمایل پاسخ‌دهنده به «همکاری» یا ارائهٔ پاسخ‌های مطلوب از دید اجتماع. چنین عواملی که به‌عنوان «دگر ریخت‌های پژوهشی» شناخته می‌شوند، می‌توانند اعتبار روایی سازه‌ای نتایج را خدشه‌دار کنند.
یکی از پیچیدگی‌های موضوع اینجاست که حتی پژوهش‌هایی که گرفتار سوگیری در پاسخ هستند، ممکن است از نظر پایایی نمرهٔ بالایی داشته باشند؛ و همین مسئله می‌تواند پژوهشگران را به‌اشتباه به اطمینان از یافته‌های خود سوق دهد.
در نتیجه، برخی از نتایج پژوهشی ممکن است به‌جای بازتاب دادن اثر واقعیِ فرضیه، در حقیقت ناشی از سوگیری سیستماتیک در پاسخ‌دهی باشند. این موضوع می‌تواند پیامدهای مهمی برای مطالعات روان‌شناسی و سایر حوزه‌هایی که از پرسش‌نامه استفاده می‌کنند، در پی داشته باشد. آگاهی از این نوع سوگیری برای پژوهشگران ضروری است تا بتوانند با طراحی دقیق‌تر، از اثرات منفی آن بر نتایج جلوگیری کنند.

## نظرسنجی از کاربران وبگاه
- این جدول نمونه‌ای از یک پرسشنامه با مقیاس لیکرت است که در آن پاسخ‌دهنده احساس یا دیدگاه خود را نسبت به هر عبارت، روی طیفی از «کاملاً مخالف» تا «کاملاً موافق» ابراز می‌کند. چنین پرسشنامه‌هایی به‌طور گسترده در تحقیقات اجتماعی، روان‌شناسی، و مطالعات بازار استفاده می‌شوند.

با این حال، پرسشنامه‌های مبتنی بر مقیاس لیکرت ممکن است در برابر انواعی از سوگیری پاسخ آسیب‌پذیر باشند. برای نمونه، برخی پاسخ‌دهندگان ممکن است به‌طور سیستماتیک گزینه‌های میانی را انتخاب کنند («سوگیری میانه‌گرایی»)، یا صرف‌نظر از محتوای سؤال، تمایل به موافقت داشته باشند («سوگیری تمایل به موافقت»).

در جدول زیر، برای هر عبارت، یکی از گزینه‌ها با علامت ضربدر (✖) مشخص شده است تا نمونه‌ای از پاسخ احتمالی یک فرد نمایش داده شود.
| سؤال                     | ۱ کاملاً مخالف | ۲ | ۳ خنثی | ۴ | ۵ کاملاً موافق |
| ------------------------ | ------------- | - | ------ | - | ------------- |
| ۱. کیفیت محتوا           |               |   | ✖      |   |               |
| ۲. سرعت بارگذاری         |               |   |        | ✖ |               |
| ۳. طراحی و ظاهر          |               | ✖ |        |   |               |
| ۴. سهولت استفاده         |               |   |        |   | ✖             |
| ۵. تمایل به استفاده مجدد | ✖             |   |        |   |               |

## تاریخچه پژوهش
آگاهی از سوگیری در پاسخ‌دهی، از دیرباز در ادبیات روان‌شناسی و جامعه‌شناسی وجود داشته است؛ زیرا گزارش‌دهی فردی نقش مهمی در پژوهش‌های این حوزه‌ها دارد. با این حال، پژوهشگران در ابتدا تمایل چندانی به پذیرش میزان تأثیر این سوگیری‌ها ــ که حتی می‌توانند اعتبار پژوهش را زیر سؤال ببرند ــ نداشتند. برخی پژوهشگران بر این باور بودند که سوگیری‌های موجود در گروه‌های شرکت‌کننده، در صورت بزرگ بودن نمونه، یکدیگر را خنثی می‌کنند. بر این اساس، سوگیری در پاسخ تنها نوعی «نوفهٔ تصادفی» تلقی می‌شد که با افزایش اندازهٔ نمونه از میان می‌رود. اما در زمان طرح این دیدگاه، ابزارهای روش‌شناختی مناسب برای آزمودن آن وجود نداشت. با توسعهٔ روش‌های نوین، بررسی تجربی اثرات سوگیری در پاسخ آغاز شد و این‌گونه، دو دیدگاه متضاد پدید آمد.
گروه نخست، از دیدگاه هایمن پشتیبانی می‌کنند و بر این باورند که اگرچه سوگیری در پاسخ وجود دارد، اما اثر آن در عمل بسیار محدود است و نیازی به اقدامات گسترده برای مهار آن نیست. این گروه می‌گویند اگرچه شواهد نظری بسیاری وجود دارد، اما شواهد تجربی محکمی در دست نیست که نشان دهد این نوع سوگیری‌ها پاسخ شرکت‌کنندگان را به‌صورت سیستماتیک تحت تأثیر قرار داده‌اند. همچنین بر این باورند که این اثرات در نمونه‌های بزرگ از بین می‌روند و تهدیدی جدی برای پژوهش‌های سلامت روان محسوب نمی‌شوند. این دیدگاه، به نقد مطالعات پیشین نیز می‌پردازد و ایراداتی مانند اندازهٔ نمونهٔ بسیار کوچک یا ناتوانی در کمی‌سازی متغیرهایی مانند مطلوبیت اجتماعی را مطرح می‌کند. افزون بر این، برخی نیز تفاوت‌های مشاهده‌شده در پاسخ‌دهی زنان و مردان را نه ناشی از سوگیری، بلکه نتیجهٔ تفاوت‌های واقعی میان این گروه‌ها می‌دانند. پژوهش‌های دیگری نیز یافت شده‌اند که نشان می‌دهند سوگیری در پاسخ تأثیر عمده‌ای بر نتایج ندارد؛ برای نمونه، در یک مطالعه، پاسخ‌های افراد با و بدون اعمال کنترل‌های مربوط به سوگیری، تفاوت آماری معناداری نداشتند. دو مطالعهٔ دیگر نیز دریافتند که اگرچه سوگیری ممکن است وجود داشته باشد، اما تأثیر آن بسیار اندک است و تغییری اساسی در پاسخ‌ها ایجاد نمی‌کند.
گروه دوم اما مخالف دیدگاه هایمن هستند. آن‌ها معتقدند که سوگیری در پاسخ اثر چشمگیری دارد و پژوهشگران باید برای کاهش آن اقدامات جدی انجام دهند. به‌گفتهٔ آن‌ها، این نوع سوگیری در واقع یک خطای سیستماتیک است که در ذات پژوهش‌های مبتنی بر گزارش فردی وجود دارد و باید اصلاح شود تا نتایج پژوهش قابل اتکا باشند. در روان‌شناسی، پژوهش‌های متعددی در مورد اثرات این سوگیری در زمینه‌های گوناگون و متغیرهای متنوع انجام شده است. برای نمونه، برخی مطالعات نشان داده‌اند که گزارش‌دهی افسردگی در سالمندان تحت تأثیر سوگیری در پاسخ بوده است. دیگر پژوهش‌ها نیز بر این نکته تأکید دارند که پاسخ‌های افراد، به‌ویژه در مورد پرسش‌های «مطلوب» یا «نامطلوب»، ممکن است تحت تأثیر فرهنگ قرار گیرند. همچنین، برخی شواهد نشان می‌دهند که صرفِ حضور در یک آزمایش می‌تواند پاسخ‌ها را تحت تأثیر قرار دهد، زیرا شرکت‌کنندگان در چنین موقعیت‌هایی تمایل دارند مطابق انتظارات رفتار کنند. یکی از پژوهش‌های تأثیرگذار نیز نشان داد که سوگیری مطلوبیت اجتماعی می‌تواند تا ۷۰٪ واریانس پاسخ‌ها را توضیح دهد. به‌طور کلی، این گروه با استناد به یافته‌های تجربی متنوع، بر ضرورت اقدام برای کاهش سوگیری در پاسخ تأکید می‌کند تا دقت و صحت پژوهش حفظ شود.
هرچند هر دو دیدگاه در ادبیات علمی پشتوانه دارند، اما به نظر می‌رسد که شواهد تجربی، بیش‌تر حاکی از اهمیت بالای سوگیری در پاسخ هستند. در تأیید این دیدگاه، بررسی برخی مطالعاتی که اهمیت این سوگیری را انکار می‌کنند، نشان می‌دهد که آن‌ها با ایرادات روش‌شناختی متعددی روبرو بوده‌اند؛ از جمله، نمونه‌های بسیار کوچک، عدم نمایندگی جامعهٔ آماری، در نظر نگرفتن متغیرهای کافی، یا پرسش‌نامه‌هایی با عبارات نامناسب که از طریق تلفن اجرا شده‌اند.